# Elecciones estatales de Morelos de 2021
Las elecciones estatales de Morelos de 2021 se realizaron el domingo 6 de junio de 2021, y en ellas se renovaron los titulares de los siguientes cargos de elección popular del estado mexicano de Morelos:
- 20 diputados estatales: 12 diputados electos por mayoría relativa y 8 designados mediante representación proporcional para integrar la LV Legislatura.
- 36 ayuntamientos: Compuestos por un presidente municipal, un síndico y sus regidores. Electos para un periodo de tres años, reelegibles únicamente para el periodo siguiente.

## Organización

### Partidos políticos
En las elecciones estatales tienen derecho a participar veintitrés partidos políticos. Diez son partidos políticos con registro nacional: Partido Acción Nacional (PAN), Partido Revolucionario Institucional (PRI), Partido de la Revolución Democrática (PRD), Partido del Trabajo (PT), Partido Verde Ecologista de México (PVEM), Movimiento Ciudadano (MC), Movimiento Regeneración Nacional (MORENA), Partido Encuentro Solidario (PES), Fuerza por México (FPM) y Redes Sociales Progresistas (RSP). Y trece son partidos políticos estatales: Partido Socialdemócrata de Morelos (PSD), Partido Humanista de Morelos (PHM), Nueva Alianza Morelos (PANALM), Partido Encuentro Social Morelos (PESM), Movimiento Alternativa Social (MAS), Podemos, Morelos Progresa (MP), Fuerza Morelos (FM), Bienestar Ciudadano (BC), Partido Apoyo Social (PAS), Renovación Política Morelense (RPM), Futuro y Armonía por Morelos (APM).

### Proceso electoral
La campaña electoral inicia el 19 de abril y se extiende por seis semanas, concluyendo el 2 de junio. La votación está programada para celebrarse el 6 de junio de 2021, de las 8 de la mañana a las 6 de la tarde, en simultáneo con las elecciones federales. Se estima que el computo final de resultados se publique el 13 de junio.

### Distritos electorales
Para la elección de diputados de mayoría relativa del Congreso del Estado de Morelos, la entidad se divide en 12 distritos electorales.
| Distrito | Cabecera        | Municipios                                                                        | Mapa |
| -------- | --------------- | --------------------------------------------------------------------------------- | ---- |
| 1        | Cuernavaca      | Cuernavaca                                                                        |      |
| 2        | Cuernavaca      | Cuernavaca                                                                        |      |
| 3        | Tepoztlán       | Cuernavaca, Huitzilac, Tepoztlán, Tlalnepantla, Tlayacapan, Totolapan             |      |
| 4        | Yecapixtla      | Atlatlahucan, Cuautla, Ocuituco, Tetela del Volcán, Temoac, Yecapixtla, Zacualpan |      |
| 5        | Temixco         | Cuernavaca, Miacatlán, Temixco                                                    |      |
| 6        | Jiutepec        | Jiutepec                                                                          |      |
| 7        | Cuautla         | Cuautla                                                                           |      |
| 8        | Xochitepec      | Emiliano Zapata, Xochitepec                                                       |      |
| 9        | Puente de Ixtla | Amacuzac, Coatlán del Río, Mazatepec, Puente de Ixtla, Tetecala, Zacatepec        |      |
| 10       | Ciudad Ayala    | Ayala, Jantetelco, Jonacatepec, Tlaltizapan                                       |      |
| 11       | Jojutla         | Axochiapan, Jojutla, Tepalcingo, Tlaquiltenango                                   |      |
| 12       | Yautepec        | Jiutepec, Yautepec                                                                |      |

## Resultados

### Congreso del Estado de Morelos
|  | 21.13 % |

|  | 13.98 % |

|  | 7.82 % |

|  | 7.07 % |

|  | 6.01 % |

|  | 5.21 % |

|  | 3.77 % |

|  | 3.77 % |

|  | 2.98 % |

|  | 2.89 % |

|  | 2.85 % |

|  | 2.85 % |

|  | 2.56 % |

|  | 2.21 % |

|  | 2.21 % |

|  | 2.11 % |

|  | 1.64 % |

|  | 0.96 % |

|  | 0.83 % |

|  | 0.80 % |

|  | 0.75 % |

|  | 0.69 % |

|  | 0.43 % |

|  | 4.39 % |

|  | 100 % |

### Ayuntamientos
|  | 20.87 % |

|  | 12.30 % |

|  | 7.32 % |

|  | 6.38 % |

|  | 6.23 % |

|  | 5.65 % |

|  | 4.04 % |

|  | 4.00 % |

|  | 3.89 % |

|  | 3.63 % |

|  | 2.75 % |

|  | 2.73 % |

|  | 2.69 % |

|  | 2.54 % |

|  | 2.34 % |

|  | 2.06 % |

|  | 2.03 % |

|  | 1.00 % |

|  | 0.90 % |

|  | 0.90 % |

|  | 0.74 % |

|  | 0.68 % |

|  | 0.66 % |

|  | 0.43 % |

|  | 3.08 % |

|  | 100 % |